# Ryōma Watanabe
Ryōma Watanabe (渡邊 凌磨?, Watanabe Ryōma; Saitama, 2 ottobre 1996) è un calciatore giapponese, centrocampista degli Urawa Reds.

## Biografia
Ha praticato il calcio nella squadra del proprio liceo, il Maebashi Ikuei, della prefettura di Gunma tra i suoi compagni di squadra c'erano Tokuma Suzuki e Tatsuhiro Sakamoto (che come lui sono diventati poi dei professionisti). Partecipa all'edizione 2014 "All Japan High School Soccer Tournament" dove Watanabe nella finale segna una rete contro la squadra del liceo Seiryo, tuttavia proprio quando il Maebashi Ikuei sembra sul punto di vincere per la prima volta il torneo gli avversari li sconfiggono in rimonta.
Nel 2025 annuncia il suo matrimonio con l'attrice e modella Nozomi Maeda.

## Caratteristiche tecniche
Gioca ricoprendo vari ruoli tra cui quello di ala destra e trequartista, è ambidestro e sa esprimere maggiormente le proprie capacità di finalizzatore dalla media distanza, tra i suoi annoveri c'è l'abilità di posizionamento che si aggiunge alla capacità calciare di prima intenzione, inoltre Watanabe possiede anche una buona potenza di tiro, sa pure usare il colpo di testa.

## Carriera

### Club

#### FC Ingolstadt 04 e Albirex Niigata
Inizia la sua carriera da professionista in Germania nella Regionalliga, con la squadra Under-23 del FC Ingolstadt 04, dal 2015 al 2018, successivamente è tornato in Giappone militando nella seconda divisione, la J2 League con la squadra dell'Albirex Niigata, segna il primo gol battendo per 1-0 il Machida Zelvia, sigla la rete del 2-0 sconfiggendo il Renofa Yamaguchi, l'ultimo gol lo segna perdendo per 3-2 nella partita disputata contro il V-Varen Nagasaki.

#### Montedio Yamagata e FC Tokyo
Nel 2020 gioca con il Montedio Yamagata, con il suo gol decide la vittoria su 1-0 contro il Tochigi SC, è autore di una rete anche nella vittoria per 4-1 contro l'Ehime FC, un altro gol lo mette a segno battendo per 3-2 il Machida Zelvia, inoltre segna una rete sia contro il Zweigen Kanazawa che contro il Tokyo Verdy vincendo entrambi i match per 4-0. Gioca poi nella prima divisione nipponica, la J1 League, con la maglia dell'FC Tokyo; nell'edizione 2022 del campionato segna sei reti, è autore del gol del 2-0 battendo il Júbilo Iwata, segna una doppietta sconfiggendo il Kashima Antlers per 3-1 inoltre sigla una tripletta vincendo per 4-0 contro il Cerezo Osaka. Il 23 settembre 2023 segna la sua ultima rete con l'FC Tokyo battendo per 3-2 Sagan Tosu.

#### Urawa Reds
A partite dal 2024 inizia a giocare con gli Urawa Reds, segna la sua prima rete vincendo per 2-1 contro l'Avispa Fukuoka, un altro gol lo segna sconfiggendo il Kyoto Sanga per 3-0.

### Nazionale
Viene convocato con la Nazionale Under-16 per giocare nella Coppa d'Asia di categoria nel 2012 vincendo l'argento, segna un solo gol nella semifinale vinta per 5-1 contro l'Iraq. Con la Nazionale Under-17 gioca il mondiale giovanile Emirati Arabi Uniti 2013, è l'uomo partita nella vittoria contro il Venezuela con due reti e un assist vincente imponendosi per 3-1, inoltre è autore del gol del 2-1 sconfiggendo la Tunisia.